# Gilbert Noël (homme politique)
Pour les articles homonymes, voir Gilbert Noël et Noël.
Gilbert Noël, né le 26 septembre 1926 à Paris et mort le 17 mars 1999 à Saint-Maur-des-Fossés, est un homme politique français.

## Biographie
Vétérinaire de profession, il est élu maire de Saint-Maur-des-Fossés en 1959 et le demeure jusqu'en 1977, année où il est battu par Jean-Louis Beaumont.
Suppléant de Pierre Billotte, il devient député de la 48e circonscription de la Seine en février 1966 à la suite de la nomination de ce dernier au gouvernement. Avec la réorganisation de la région parisienne, de nouvelles circonscriptions sont créées et Billotte est candidat dans la 5e du Val-de-Marne. Réélu en mars 1967, Gilbert Noël remplace à nouveau celui-ci, nommé ministre d'État chargé des Départements et territoires d'Outre-mer.
En mars 1986, il conduit une liste de « Rassemblement gaulliste pour une majorité de progrès » lors des élections législatives et obtient 1,20 % des suffrages exprimés.
Gaulliste de gauche, il est successivement membre de l'Union démocratique du travail, du Front travailliste et de l'Union travailliste, dont il devient le secrétaire général. Il appelle d'ailleurs à voter pour le candidat socialiste François Mitterrand au second tour de la présidentielle de 1974.
Il meurt le 17 mars 1999 à Saint-Maur-des-Fossés des suites d'un arrêt cardiaque.

## Détail des fonctions et des mandats
Mandat parlementaire
- 9 février 1966 - 30 mai 1968 : Député du Val-de-Marne

Mandat municipal
- 1959-1977 : Maire de Saint-Maur-des-Fossés, UDT